# Mechanizmy związane z zaburzeniami granicznymi
Mechanizmy związane z zaburzeniami granicznymi – w Gestalt to mechanizmy obronne zabezpieczające przed zagrożeniem przytłoczenia i zawładnięcia przez otoczenie. Wszystkie zaburzenia, w ujęciu Gestalt, powstają z niezdolności jednostki do znalezienia i utrzymania właściwej równowagi między nią samą a resztą świata. Zaburzenia psychiczne nazywane są tu granicznymi, ponieważ występują na granicy kontaktu jednostka – otoczenie.
- Desensytyzacja – zobojętnienie na doznania własnego ciała, odczulanie się, osłabienie wrażeń, emocji, niedopuszczanie ich do świadomości.

- Introjekcja – przyjęcie bez asymilacji, destrukturyzacji, analizy obcego, zewnętrznego punktu widzenia. Osoba, u której introjekcja zachodzi w znacznym stopniu, nie ma szans na rozwinięcie własnej osobowości. Zdominowanie osobowości przez ten mechanizm powoduje, że ja staje się terenem ścierania się niezasymilowanych idei i wzorców.
- Projekcja – czynienie otoczenia odpowiedzialnym za to, co powstaje w ja; przypisywanie otoczeniu tego, co dzieje się w jednostce – impulsów, pragnień, ocen. Człowiek, u którego mechanizm ten jest silnie rozwinięty, ma tendencje do wypierania własnych impulsów i nieuznawania tych części siebie, z których impulsy te się rodzą. Zdominowanie osobowości przez ten mechanizm powoduje, że świat jest spostrzegany jako pole, na którym zmagają się prywatne konflikty.
- Defleksja – pominięcie sedna, ucieczka od niego, odsunięcie od siebie istotnych danych, ucieczka w abstrakcyjne rozważania, dygresyjność.
- Retrofleksja – energia, której naturalny kierunek byłby na zewnątrz, zostaje skierowana do wewnątrz osoby. Osoba staje się podmiotem i przedmiotem swojego działania, jest wycofana, nie wyraża siebie, robi sobie coś, co chciałaby uzyskać w kontakcie z innymi.
- Egotyzm – unikanie kontaktu z własną spontanicznością, nadmierna ostrożność i kontrola, nadmierna analiza i rozważanie działań przeszłych lub przyszłych.
- Konfluencja – zatarcie się granicy pomiędzy jednostką a otoczeniem, interpretowanie rzeczywistości poprzez rozmyte doświadczenie relacji ze środowiskiem zewnętrznym.